# 娄底南站
娄底南站是沪昆客运专线长昆段的一个高铁车站，位于中国湖南省娄底市娄星区万宝镇，距离市中心7公里，于2014年12月16日投入运营。

## 车站结构

### 站场

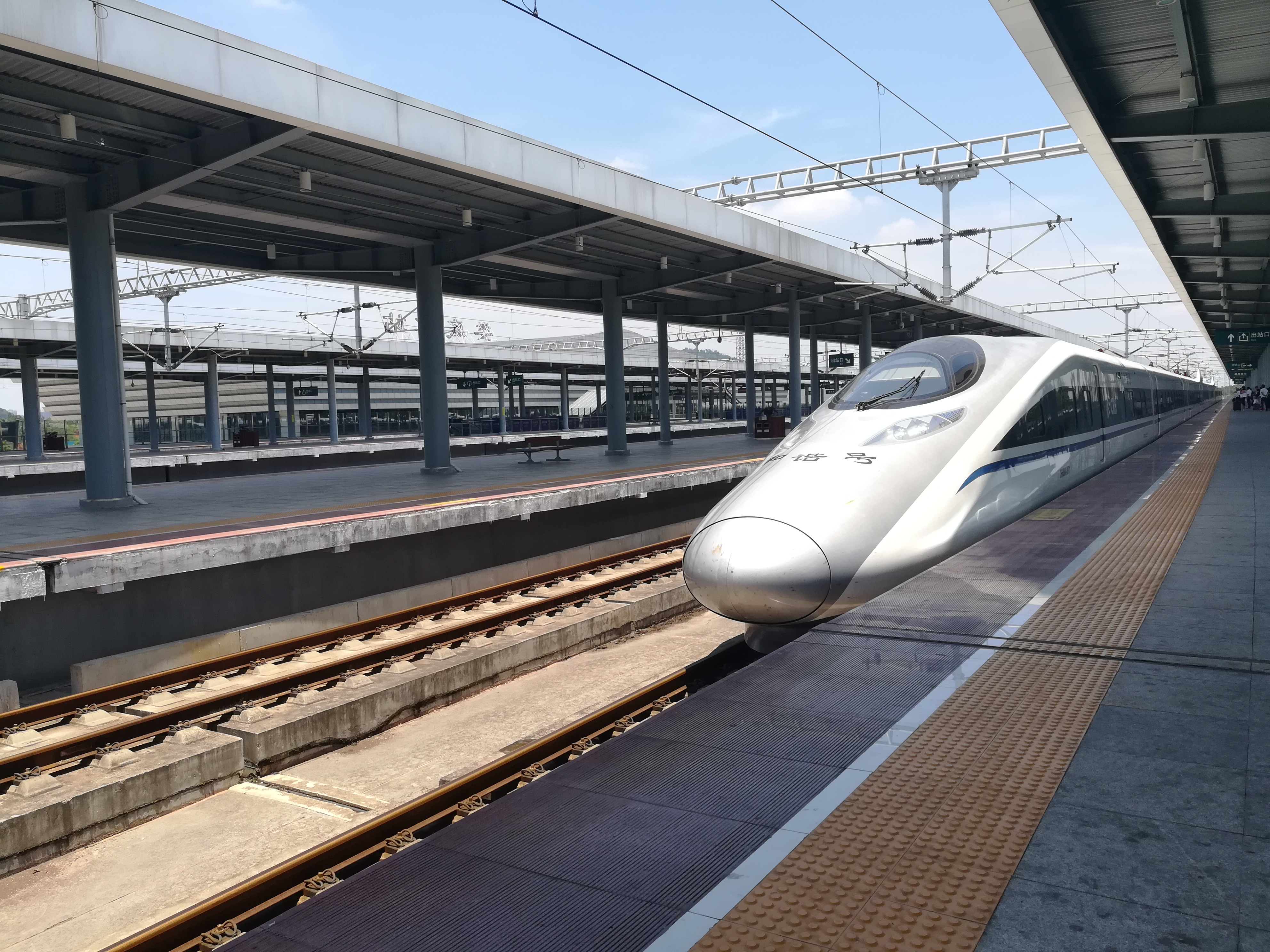
列车进娄底南站6站台

| 地上一层 | 站房     | 售票处、验证验票口、安全检查、候车厅                      |
| 地上一层 | 侧式站台 |                                                           |
| 地上一层 | 1站台    | 沪昆高速铁路 往上海虹橋方向（韶山南站）                   |
| 地上一层 | 2站台    | 沪昆高速铁路 往上海虹橋方向（韶山南站）                   |
| 地上一层 | 岛式站台 |                                                           |
| 地上一层 | 3站台    | 沪昆高速铁路 往上海虹橋方向（韶山南站）                   |
| 地上一层 | 通过线   | 沪昆高速铁路上行列车通过线                                |
| 地上一层 | 通过线   | 沪昆高速铁路下行列车通过线                                |
| 地上一层 | 4站台    | 沪昆高速铁路、娄邵铁路 往昆明南方向（邵阳北站、双峰北站） |
| 地上一层 | 岛式站台 |                                                           |
| 地上一层 | 5站台    | 沪昆高速铁路、娄邵铁路 往昆明南方向（邵阳北站、双峰北站） |
| 地上一层 | 6站台    | 沪昆高速铁路、娄邵铁路 往昆明南方向（邵阳北站、双峰北站） |
| 地上一层 | 侧式站台 |                                                           |
| 地面层   | 联外区域 | 出站地道、出站口、进站地道、巴士站                        |

## 停靠车次
以下为每天在娄底南站停靠的车次及数量

## 附近景区
- 洪江古商城
- 衡山
- 韶山